# Dobromir Crisos
Dobromir, conhecido pelos bizantinos como Crisos (em búlgaro:  Добромир Хриз, em grego:  Δοβρομηρός Χρυσός), foi um líder dos valáquios e dos búlgaros durante o reinado de Aleixo III Ângelo. Um senhor feudal na Macedônia Oriental, Dobromir se tornou uma figura proeminente por volta de 1197 e desaparece completamente após 1202. 

## História
Apesar de já ser casado, com o objetivo de cimentar uma aliança, o imperador bizantino ofereceu-lhe uma filha de Manuel Camitzes em casamento. Ela foi forçada a se divorciar do marido para poder casar-se com Dobromir em 1198. Por volta de 1200, ele tomou uma terceira esposa, a neta do imperador, Teodora Angelina, que havia se casado anteriormente com um líder rival, Ibanco. Em 1202, as terras de Dobromir Crisos foram conquistadas pelo imperador búlgaro Joanitzes (r. 1097–1207).